# زينو النبي
زينو النبي (توفي حوالي عام 451 م)، والمعروف أيضًا باسم زينو العجائبي، كان راهبًا مصريًا وأبًا صحراويًا. كان تلميذًا للناسك سيلوانس من غزة، وأصبح المرشد الروحي للقديس الجورجي الشهير بطرس الإيبيري، ويُبجل كقديس من قبل الكنيسة الأرثوذكسية الشرقية في 19 يونيو.

## سيرة
يظهر زينون لأول مرة كتلميذ في جماعة سيوانس في غزة الذي انتقل من مصر عبر سيناء إلى غزة. لا يُعرف الكثير عن الفترة المبكرة من حياته في شيتس، ومعظم العلاقات تتعلق بحياته اللاحقة في فلسطين، على الرغم من أنه ظل على اتصال بمصر حيث كان الرهبان من هناك يطلبون منه المشورة.
اعتبره الكثيرون معلماً روحياً ومن بين تلاميذه بطرس الإيبيري ورفيقه يوحنا النبي الذي التقى به في أورشليم. كان زينو يتجول كثيرًا بين المراكز الرهبانية المختلفة، وأقام عدة مرات في القدس حيث كان يعمل المعجزات ويقدم التوجيه الروحي.
حوالي عام 440، استقر في كفار شعيرتا، التي تعرف اليوم باسم خربة سعيرة، شمال وادي البسور. وفي أواخر حياته عاش سنة كاملة منعزلاً ناسكاً قبل أن يموت كما يبدو أن ذلك كان معتاداً في الرهبنة الفلسطينية (انظر الأب إشعياء وبارسانوفيوس ). ويبدو أن وفاة زينو حدثت حوالي عام 451.

## إرث
إن معظم حياة زينو معروفة من الفصل الثامن من كتاب بليروفوريا الذي كتبه جون روفوس له وكذلك من كتاب حياة بطرس الإيبيري الذي كتبه روفوس. عثر على مزيد من المعلومات عنه في كتاب أبوفثيغماتا حيث تم ذكره كمثال بارز للمثال النسكي وشخص لم يستقر أبدًا؛ وكذلك في العمل الاعتذاري ثيوفراستوس من تأليف إينياس الغزاوي.
يتم تكريم زينو كقديس في الكنيسة الأرثوذكسية الشرقية في 19 يونيو.